# My Good Enemy
My Good Enemy (Min bedste fjende) è un film del 2010 diretto da Oliver Ussing.

## Trama
Alf, un ragazzino sensibile di 12 anni è all'ultimo gradino sociale nella sua vita scolastica. Stanco di essere deriso e schernito, decide di formare un'alleanza segreta con un altro studente, pure vittima del bullismo. Entrambi escogitano dei piani per capovolgere l'ordine delle cose all'interno del sistema scolastico. In principio tutto procede secondo i piani, se non quando Alf scopre che ribaltare la situazione avrà conseguenze brutali.